# Clematis parviloba
Clematis parviloba är en ranunkelväxtart som beskrevs av Gardn. och Champ.. Clematis parviloba ingår i släktet klematisar, och familjen ranunkelväxter.

## Underarter
Arten delas in i följande underarter:
- C. p. bartlettii
- C. p. longianthera
- C. p. rhombicoelliptica
- C. p. suboblonga

## Bildgalleri

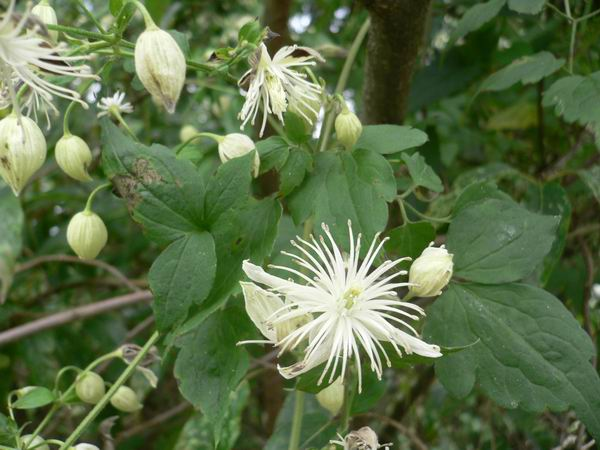